# Prototypage virtuel
Le prototypage virtuel permet, avant réalisation matérielle, de montrer une réalité virtuelle tendant à représenter l'objet à réaliser le plus fidèlement possible. Le prototypage virtuel dépend des données que le demandeur a fourni au Prototypiste virtuel que l'on peut aussi appeler Designer - Infographiste 3D.

## Enjeux du prototypage virtuel
Le prototypage virtuel rend plus facile les modifications éventuelles sans avoir recours à de gros frais de matériaux. Les matériaux virtuels sont fabriqués à l'occasion par le Prototypiste ou font partie de sa base de création.
Le prototypage virtuel permet un gain de temps non négligeable quant aux tests de fonctionnalités et d'intégration environnementale.
- Modèle CAO 3D (tridimensionnel)
- Conception - Dimensionnement - Habillage
- Intégration de l'objet dans son environnement.

## Des tests physiques...
Avant l’apparition de la CAO et de l’IAO, le modèle initial et le développement d’un produit étaient le fruit de l’expérience et du jugé des ingénieurs. On réalisait ensuite un prototype physique afin de passer à la phase de tests et d’évaluation des performances de ce produit. En l’absence de méthode permettant d’évaluer les propriétés du produit avant cette étape, les prototypes répondaient rarement aux critères demandés.  Les ingénieurs se voyaient alors contraints de modifier le modèle initial plusieurs fois afin de pallier les faiblesses révélées lors des tests physiques.

## Au prototypage virtuel
De nos jours, les fabricants subissent de plus en plus une pression liée à la réduction des délais de mise sur le marché et à l’optimisation des niveaux de performance et de la fiabilité des produits. Un grand nombre de produits sont désormais développés sous forme de prototypes virtuels. Pour ce faire, on utilise des logiciels de simulation d’ingénierie (IAO) qui permettront de prédire la performance d’un modèle avant de réaliser les prototypes physiques. Les ingénieurs peuvent rapidement comparer les performances de milliers d’alternatives de modèles sans avoir à investir le temps et l’argent requis pour réaliser des prototypes physiques.
La possibilité d’explorer diverses alternatives de modèle est source d’amélioration de la performance des produits et de la qualité de leur conception. De plus, comme les prototypes virtuels peuvent être générés bien plus vite que des prototypes physiques, les délais de mise sur le marché des produits sont souvent réduits,,,.

## Prototypage virtuel intégral
Le prototypage virtuel intégral rend compte du cycle complet de fabrication et d’assemblage d’un produit : il reflète les liens directs entre ces procédés et la performance finale de ce produit. La disponibilité de ces prototypages virtuels à un stade précoce du cycle de développement produit permet de tester et de confirmer la performance attendue d’un produit à chaque étape de sa conception. Cela permet d’accélérer sa conception et de fournir une meilleure compréhension des relations de cause à effet entre les procédés de fabrication et les résultats obtenus lors du prototypage physique.
Le prototypage virtuel intégral permet une réduction des coûts:
- lors de la conception, sachant que le nombre de prototypes et tests physiques est diminué voire éliminé;
- lors de la fabrication car cette méthode aide à sélectionner des procédés de fabrication fiables et en flux tendus[5].

## Effets
La société d’études Aberdeen Group a publié un rapport selon lequel les fabricants en tête de leur catégorie utilisent des procédés de prototypage virtuel très tôt dans le cycle de développement du produit : ils atteignent leurs objectifs quant au chiffre d’affaires, de coûts et de date de lancement. Ils arrivent également à atteindre leurs objectifs qualitatifs pour au moins 86 % de leurs produits. Parmi eux, les fabricants leaders dans des techniques de pointe lancent leurs produits 158 jours plus tôt que les autres et avec une économie de 1,9 million de dollars US. Ceux qui fabriquent des produits plus courants lancent leurs produits 21 jours plus tôt que leurs concurrents avec un coût de développement minoré de 21 000$.

## Démarche d'utilisation
Nous percevons le monde qui nous entoure en 3D (trois dimensions). La 3D donne donc au projet le moyen d'accéder et de s'intégrer à la réalité.
Le prototypage virtuel tend à réduire les temps de conception en limitant les essais par l’étude virtuelle de différentes solutions et en analysant, si nécessaire selon objectifs, les différentes défaillances du système.

## Domaines d'utilisation
Voici quelques exemples de domaines où le prototypage virtuel est dorénavant indispensable avant toute réalisation :
- Industrie (machines-outils, éléments mécaniques, assemblages)
- Médical (chirurgie : instruments pour interventions chirurgicales)
- Immobilier (bâtiment intérieur et extérieur, Modélisation 3D et rendus pour une future intégration sur terrain, avant travaux)
- Mobilier (Modélisation 3D avant achat des matériaux et réalisation réelle)
- Bijouterie / Joaillerie
- Vêtements / Chaussures